# Guazú-Virá
Guazú-Virá ist eine Ortschaft in Uruguay.

## Geographie
Guazú-Virá befindet sich auf dem Gebiet des Departamento Canelones in dessen Sektor 8. Der Ort liegt an der Küste des Río de la Plata zwischen dem östlich angrenzenden San Luis und dem im Westen anschließenden Bello Horizonte.

## Infrastruktur
Der Ort liegt an der Ruta Interbalnearia, etwa an deren Kilometerpunkt 57.

## Einwohner
Die Einwohnerzahl von Guazú-Virá beträgt 86 (Stand: 2011).
| Jahr | Einwohner |
| ---- | --------- |
| 1963 | -         |
| 1975 | 41        |
| 1985 | 27        |
| 1996 | 67        |
| 2004 | 70        |
| 2011 | 86        |

Quelle: Instituto Nacional de Estadística de Uruguay